# Wassyl Matwijtschuk

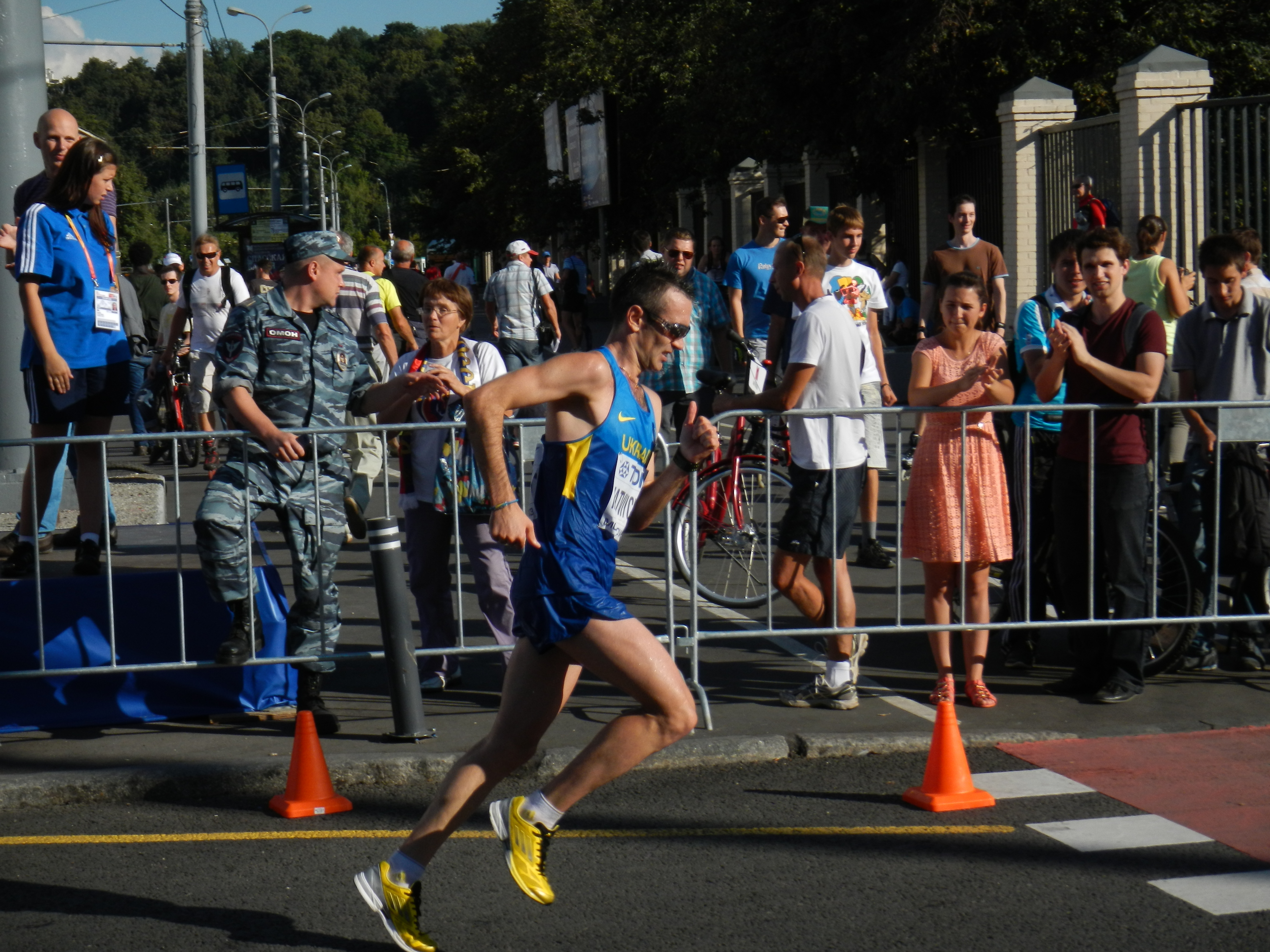
Wassyl Matwijtschuk bei den Weltmeisterschaften 2013

Wassyl Matwijtschuk (ukrainisch Василь Матвійчук, engl. Transkription Vasyl Matviychuk; * 13. Januar 1982 in Kamjanez-Podilskyj) ist ein ukrainischer Langstreckenläufer, der sich auf den Marathon spezialisiert hat.
2001 wurde er europäischer Juniorenmeister im Crosslauf. 2004, 2005 und 2009 wurde er nationaler Meister über 10.000 m und 2005 über 5000 m.
Bei seinem Debüt über diese Distanz kam er 2004 beim New-York-City-Marathon auf den 13. Platz. 2005 wurde er Dritter und 2006 Fünfter bei der Maratona d’Italia. Einem achten Platz beim Venedig-Marathon 2007 folgte im Jahr darauf ein fünfter beim Turin-Marathon in seiner persönlichen Bestzeit von 2:10:36 h. Er qualifizierte sich damit für den Marathon der Olympischen Spiele in Peking, bei dem er den 27. Platz belegte.
2009 wurde er Dritter beim Turin Half Marathon und gewann die Maratona d’Italia. Bei den Leichtathletik-Europameisterschaften 2010 in Barcelona kam er auf den 27. Rang.

## Persönliche Bestzeiten
- 5000 m: 13:38,00 min, 2. Juli 2005, Kiew
- 10.000 m: 28:18,18 min, 4. Juli 2004, Kiew
- Halbmarathon: 1:02:13 h, 26. Februar 2012, Ostia
- Marathon: 2:10:36 h, 13. April 2008, Turin